# Prémio Chave de Vidro
O Prémio Chave de Vidro (em sueco Glasnyckeln) é um prémio literário criado em 1992 e concedido anualmente pela Associação Escandinava do Romance Policial (Skandinaviska Kriminalsällskapet) a um escritor sueco, dinamarquês, norueguês, finlandês ou islandês.
O nome do prémio deriva do romance policial Chave de Vidro escrito por Dashiell Hammett.
A Chave de Vidro é atribuída por um grupo júris de cada país escandinavo, e distribuído no "Dia do Romance Policial" na Feira do Livro de Gotemburgo (Bok- & Biblioteksmässan).

## Lista de autores premiados
| Ano  | Autor                            | Título original                    | Título português                                                                            | País      |
| ---- | -------------------------------- | ---------------------------------- | ------------------------------------------------------------------------------------------- | --------- |
| 1992 | Henning Mankell                  | Mördare utan ansikte               | Assassinos sem rosto                                                                        | Suécia    |
| 1993 | Peter Høeg                       | Frøken Smillas fornemmelse for sne | Senhorita Smilla e o Sentido da Neve                                                        | Dinamarca |
| 1994 | Kim Småge                        | Sub Rosa                           |                                                                                             | Noruega   |
| 1995 | Erik Otto Larsen                 | Masken i spejlet                   |                                                                                             | Dinamarca |
| 1996 | Fredrik Skagen                   | Nattsug                            |                                                                                             | Noruega   |
| 1997 | Karin Fossum                     | Se dig ikke tilbake!               |                                                                                             | Noruega   |
| 1998 | Jo Nesbø                         | Flaggermusmannen                   |                                                                                             | Noruega   |
| 1999 | Leif Davidsen                    | Limes billede                      |                                                                                             | Dinamarca |
| 2000 | Håkan Nesser                     | Carambole                          |                                                                                             | Suécia    |
| 2001 | Karin Alvtegen                   | Saknad                             | A Procurada                                                                                 | Suécia    |
| 2002 | Arnaldur Indriðason              | Mýrin                              | A Cidade dos Vidros                                                                         | Islândia  |
| 2003 | Arnaldur Indriðason              | Grafarþögn                         |                                                                                             | Islândia  |
| 2004 | Kurt Aust (Kurt Østergaard)      | Hjemsøkt                           |                                                                                             | Noruega   |
| 2005 | Anders Roslund e Börge Hellström | Odjuret                            | A Besta                                                                                     | Suécia    |
| 2006 | Stieg Larsson                    | Män som hatar kvinnor              | Os Homens que Odeiam as Mulheres (Portugal) / Os Homens Que Não Amavam as Mulheres (Brasil) | Suécia    |
| 2007 | Matti Rönkä                      | Ystävät kaukana                    |                                                                                             | Finlândia |
| 2008 | Stieg Larsson                    | Luftslottet som sprängdes          | A Rainha no Palácio das Correntes de Ar (Portugal) / A Rainha do Castelo de Ar (Brasil)     | Suécia    |
| 2009 | Johan Theorin                    | Nattfåk                            |                                                                                             | Suécia    |
| 2010 | Jussi Adler-Olsen                | Flaskepost fra P                   |                                                                                             | Dinamarca |
| 2011 | Leif G W Persson                 | Den döende detektiven              | O Detetive Moribundo                                                                        | Suécia    |
| 2012 | Erik Valeur                      | Det syvende barn                   | O sétimo filho                                                                              | Dinamarca |
| 2013 | Jørn Lier Horst                  | Jakthundene                        |                                                                                             | Noruega   |
| 2014 | Gard Sveen                       | Den siste pilegrimen               |                                                                                             | Noruega   |
| 2015 | Thomas Rydahl                    | Eremitten                          |                                                                                             | Dinamarca |
| 2016 | Ane Riel                         | Harpiks                            |                                                                                             | Dinamarca |
| 2017 | Malin Persson Giolito            | Störst av allt                     |                                                                                             | Suécia    |
| 2018 | Camilla Grebe                    | Husdjuret                          |                                                                                             | Suécia    |
| 2019 | Stina Jackson                    | Silvervägen                        |                                                                                             | Suécia    |